# Phaonia nigriventris
Phaonia nigriventris är en tvåvingeart som först beskrevs av Albuquerque 1954.  Phaonia nigriventris ingår i släktet Phaonia och familjen husflugor. Inga underarter finns listade i Catalogue of Life.